# Aricidea antennata
Aricidea antennata är en ringmaskart som beskrevs av Annenkova 1934. Aricidea antennata ingår i släktet Aricidea och familjen Paraonidae. Inga underarter finns listade i Catalogue of Life.